# Turco Van

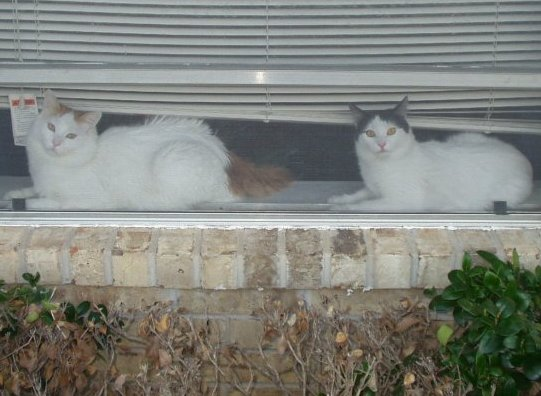
Esemplari di Turco Van

Il Turco Van è una razza di gatti, originari del Lago di Van in Turchia. Questo piccolo felino è famoso per la colorazione peculiare del suo mantello (generalmente bianco, con coda colorata e macchie di colore sulla fronte), e per il suo leggendario amore per l'acqua.

## Origini, storia e leggende
Le radici del Turco Van sprofondano nella notte dei tempi, anche se le notizie che abbiamo sono rare e molto approssimative. Sembra che il gatto di Van fosse già noto ai tempi dell'occupazione romana dell'Armenia, e che le tribù del luogo avessero dipinti gatti di questa varietà sui loro vessilli di guerra e sulle loro armature. Al di là di questo dettaglio, la storia antica del Turco Van si fonde e si confonde con quella del Turco Angora, perché nel paese d'origine di questo la distinzione tra le due razze non è percepita uniformemente.

### Storia antica
È documentato che attorno al 1400 si tenessero in Vicino Oriente fiere alla quali partecipavano gatti a pelo semilungo da molte regioni mediterranee e asiatiche. In alcuni documenti di queste fiere si fa menzione a gatti originari della Turchia, dotati di pelo setoso e fluente. Più tardi, attorno al 1600 cominciarono ad arrivare in Europa gatti a pelo lungo, quali omaggi alla nobilità e alle casate reali da parte di sultani turchi. Il Fabri de Peiresc importò in Francia parecchi esemplari, e stabilì un fiorente e rinomato allevamento verso la metà del Seicento. I suoi gatti vennero acquistati dai reali di Francia, da Richelieu e da gran parte della nobiltà francese.
Il della Valle in Italia tentò un progetto simile, senza successo. Con il passare degli anni i gatti “francesi” (anche noti come al tempo come gatti d'Angora) spopolarono nei ceti alti di tutta Europa e approdarono anche in America. Alla fine dell'Ottocento però il gusto dei gattofili di tutto il mondo si orientò verso gatti più rotondi e massicci, ed i cosiddetti Angora vennero incrociati con altri gatti per creare il Persiano. La nascita del Persiano portò l'Angora all'estinzione in Europa ed in America.
In Turchia, quello che noi ora conosciamo come Turco Van ha continuato a vivere in stato semi-domestico nelle sue regioni d'origine, mentre nella variante completamente bianca (Vankedisi) è stato protetto e allevato come l'Angora Turco. Il governo turco, stimolato da una credenza popolare secondo cui il grande statista Ataturk si sarebbe reincarnato in un gatto a pelo semilungo bianco, dichiarò la varietà bianca tesoro nazionale, fece internare tutti gli esemplari negli zoo turchi e promosse un rigoroso programma di protezione ed allevamento.

### Storia moderna
Nel 1955 le inglesi Laura Lushington e Sonia Halliday si trovavano nella parte est della Turchia per un viaggio personale. Affascinate dalla popolazione felina locale, che rassomigliava moltissimo ai vecchi gatti d'Angora inglesi ormai perduti da mezzo secolo, le due signore inglesi ottennero due gatti bianchi con coda e macchie sulla testa rossa, macchie che rappresentavano l'unica differenza rispetto al candido Angora di fine ottocento.
Una volta in patria, Laura Lushington fece riprodurre i due mici ottenuti, e notò che la progenie ripeteva i tratti e la colorazione dei genitori, incluso il colore ambra degli occhi. La Lushington capì quindi di trovarsi di fronte ad una razza naturale di gatti, e decise di intraprendere la via dell'allevamento, procurandosi ulteriori gatti. Fu proprio durante uno dei viaggi di ritorno dalla Turchia, che la Lushington notò che i suoi gatti non erano intimoriti dall'acqua, caratteristica che li avrebbe in seguito resi famosi.
Il Turco Van fu riconosciuto dal GCCF nel 1969 nella variante rossa ad occhi ambra; altri colori del mantello e degli occhi vennero riconosciuti in seguito. Il riconoscimento della razza si propagò alle altre associazioni, e venne riconosciuta negli USA nel 1980. Nella Turchia dell'est la colorazione favorita è il Turco Van bianco (Vankedisi), ancora non riconosciuto in Europa, con un occhio ambra ed uno verde. Per preservare questi gatti l'università veterinaria di Yuzuncu Yil sta portando avanti un programma di allevamento. La questione circa il riconoscimento del Vankedisi è ancora molto discussa e complessa.

### Leggende
La leggenda vuole che quando finì il diluvio universale Noè avesse non poche difficoltà a mantenere la calma dei suoi passeggeri animali, mano a mano che l'arca si avvicinava alle appena riemerse pendici del monte Ararat. Due gatti bianchi riuscirono a sfuggire al controllo di Noè, si lanciarono in acqua e si misero a nuotare verso la terra ferma. Via via che le acque si ritiravano lasciando emergere nuove terre, i mici cominciarono a scendere a valle, e quando lasciarono le montagne per unirsi agli uomini Allah li benedisse toccandoli sulla testa, affinché aiutassero gli uomini a cacciare i topi. E dove Allah toccò i due animali vi lasciò, in rosso, le impronte della sua mano.
Un'altra leggenda racconta che Allah, di passaggio al lago Van, vide un gatto tutto bianco dentro l'acqua. Credendo che il micio stesse affogando, Allah lo prese per la testa e la coda portandolo in salvo. Poco tempo dopo vide altri gatti bianchi tuffarsi nel lago ed iniziare a nuotare, e così capì che in realtà il gatto da lui salvato non era affatto in difficoltà; lì dove era stato toccato da Allah, il gatto aveva il pelo rosso. Da lì in avanti il gatto Van fu detto anche "gatto di Allah".

### Il Turco Van e la Turchia
In Turchia la razza Turco Van in quanto tale non esiste, così come non esistono l'Angora Turco, l'Anatolian e il Van Kedisi. In Turchia i gatti vengono differenziati a seconda della varietà di pelo e del colore degli occhi. Così il bianco ad occhi azzurri è noto come Ankara kedi, il bianco con gli occhi impari viene chiamato Van kedi, il silver tabby è detto Teku, il red tabby Sarman e il gatto con colorazione van viene definito Kinali Kedi. In Turchia gli unici gatti che vengono allevati di proposito negli zoo e nelle case private sono l'Ankara kedi e il Van kedi, mentre gli altri sono in genere lasciati alla vita randagia.

## Aspetto
Il Turco Van è un gatto di stazza grande, il maschio infatti può arrivare a pesare 8 o 9 kg. La struttura del corpo è lunga e robusta, ed i gatti di questa razza sono dotati di un'ottima e abbondante muscolatura. L'impressione generale è quella di un gatto forte e armonioso, in cui l'equilibrio delle parti è sempre rispettato. In via generale i gatti di questa razza non raggiungono il completo sviluppo prima dei tre anni di età. Il corpo robusto poggia su zampe di media lunghezza che finiscono in piedi tondi, ben definiti e forniti di pelo.
La coda è di media lunghezza e ben provvista di pelo. La testa, che poggia su un collo forte, è a forma di ampio cuneo, con un naso medio-lungo e un avvallamento quasi impercettibile nel profilo. Il naso è sempre di colore rosa. Ha occhi grandi e ovali, molto espressivi e posizionati leggermente obliqui sul muso. Il colore degli occhi può essere azzurro, ambra chiaro o impari (uno azzurro e uno ambra chiaro), mentre la palpebra deve sempre essere rosa.
Il Turco Van ha orecchie moderatamente grandi e ben ricoperte di pelo. Sono grandi alla base, hanno l'estremità leggermente arrotondata e distano tra loro la larghezza di un orecchio. Sono posizionate medio-alte sulla testa. È preferibile che il gatto abbia orecchie di colore bianco, con l'interno rosa pallido. La pelliccia è priva di sottopelo, setosa e soffice. La caratteristica principale è la colorazione che prevede un mantello bianco calce, con coda colorata e macchie di colore sulla testa. Sulla testa le macchie devono essere separate da una fiammata bianca e non devono estendersi al di sotto dell'attaccamento posteriore delle orecchie e della linea di congiunzione delle palpebre. Ai fini espositivi una piccola risalita di colore dalla base della coda alla schiena e qualche piccola macchia di colore sul corpo non compromettono un buon esemplare.

### Colori
Il Turco Van deve avere sempre la tipica colorazione descritta in precedenza. Le macchie di colore e la coda possono assumere tutte le tonalità previste nei mantelli dei gatti, fatta eccezione del chocolate, lilac, fawn, apricot e derivati. Non sono altresì previste le varietà point, silver e smoke. La varietà interamente bianca (anche nota come Vankedisi) non è riconosciuta, anche se sta suscitando interesse.

## Profilo caratteriale
Il Turco Van è un gatto che si sceglie un padrone, all'interno della famiglia, e che tollera gli altri componenti. Con l'umano che si è scelto è un gatto leale e affettuoso. Amano essere coinvolti nelle attività dei loro padroni, che spesso seguono alla stregua di cani. Sono animali dotati di grande intelligenza e di grandi doti di comunicazione. Sono pertanto facili da addestrare (nei limiti in cui si può pensare di addestrare un gatto), e spesso imparano autonomamente ad aprire porte o ante, solo osservando i loro umani.
La loro vivacità è proverbiale, e bisogna fornire loro ampi strumenti e mezzi di sfogo (o sfogheranno la loro voglia di vivere su quel che capita). Sono però gatti territoriali ed egocentrici, che non amano l'invasione dei loro ambienti da parte di altri animali e/o di nuovi esseri umani. Occorre quindi prestare molta attenzione quando vengono introdotti bambini nella famiglia in cui vivono.

## Alimentazioni e cure
Il Turco Van è una buona forchetta: ama mangiare tanto e bene. In linea generale è bene lasciargli sempre a disposizione una ciotola di acqua fresca, e dei croccantini. Una volta al giorno occorre integrare con del cibo umido a base di carne o pesce. Il pelo di questi gatti non richiede particolari cure poiché non forma nodi. È sufficiente una spazzolata alla settimana (due nel periodo di muta) per rimuovere il pelo morto.

## Salute
Il Turco Van e il Vankedisi sono razze rustiche e frugali, molto robuste, che possono vantare una salute eccezionale. Al pari di tutte le razze feline (e dei meticci) anche queste due razze sono vulnerabili alle malattie infettive (di cui ricordiamo le più gravi e letali: la Felv - o leucemia infettiva - e la Fiv - o "AIDS dei gatti"), e ad alcuni difetti genetici gravi. Sebbene la Cardiomiopatia Ipertrofica si sia manifestata solo occasionalmente in queste razze, sarebbe un grave errore considerarle completamente esenti. Inoltre l'introduzione del Vankedisi ha aggravato il problema della sordità congenita, già di per sé presente nella forma legata ai mantelli colorati con altissime percentuali di bianco (come appunto il van).

## Allevamento
Il Turco Van e il Vankedisi hanno molto bisogno del contatto stretto con le persone. Senza un continuo contatto, specie da cuccioli, tendono a inselvatichirsi ed a non essere molto gestibili. Per questo motivo la separazione e l'isolamento dei soggetti in gabbie, balconi, terrazzi e gabbie esterne non si addice al loro allevamento.
Per allevare queste razze occorre porre molta attenzione agli eventuali problemi genetici (sordità e HCM soprattutto), ai gruppi sanguigni e al conseguente rischio di isoeritrolisi neonatale (il Turco Van è una delle razze con più alta percentuale di gatti di gruppo sanguigno B), ed alle maggiori malattie infettive (Felv e Fiv). Per queste malattie si consigliano i seguenti test o protocolli:
- HCM: ecocardiografia Doppler. Il protocollo prevede un'ecocardiografia l'anno
- Sordità: accertare la non sordità bilaterale dei riproduttori (l'unico modo è l'esame audiometrico BAER)
- Felv: esame del sangue annuale
- Fiv: esame del sangue annuale
- Isoeritrolisi neonatale: determinazione del gruppo sanguigno. Per evitare l'eritrolisi basta avere l'accortezza di non far riprodurre gatte di gruppo sanguigno B con maschi di gruppo sanguigno differente. Qualora ciò fosse necessario, si deve avere l'accortezza di mettere in atto i protocolli necessari.